# ディスカバリーパーク焼津天文科学館
ディスカバリーパーク焼津天文科学館（ディスカバリーパークやいづてんもんかがくかん）は静岡県焼津市田尻にある天文科学館。「ディスカバリーパーク焼津」の一つ。名誉館長を漫画家の松本零士が務めていた（2021年6月退任）。

## 概要
ディスカバリーパーク焼津は「宇宙・海・自然」をテーマとして、人びとの自然科学への関心や知的好奇心の向上とその育成の支援となることを目的に、1997年（平成5年）7月20日に開設された複合施設である。天文科学館「ときめき遊星館」と、温水プールの「水夢館」からなる。
天文科学館では、星座や隕石、太陽系など、宇宙に関する展示や実験イベントを開催している。開館に先立つ1997年（平成5年）4月1日には松本零士を名誉館長に迎えている。また、世界各地で電波望遠鏡を350台以上製作した焼津市出身の技術者法月惣次郎を顕彰し、その業績を紹介する。
2006年（平成18年）4月から指定管理者制度を導入し、公益財団法人焼津市振興公社が指定管理者として運営を行っている。
2021年（令和3年）6月30日、松本零士名誉館長が退任。

## フロア

### 展示・体験室
パネルや映像展示のほか、来館者がスタッフと共にミニ実験や科学に関する工作をおこない、科学に対する知識や探求を楽しめる体験型の展示室となっている。

### 天文台
世界的な天体望遠鏡製作者・法月惣次郎が最後に製作した、東海地方最大級の天体望遠鏡が据えられている。天候が良ければ青空（日中）でも星を観測することが可能で、昼・夜間それぞれで観測会（予約制）が開かれる。

### プラネタリウム
スタッフが、ドームに投影した天体図や写真を使って星や宇宙の話題を紹介する生解説プログラムや、CG映像を駆使したシアタープログラムなどが開催され、星座や宇宙に関する学習ができる。

## 営業情報

### アクセス
- 東海道本線焼津駅から、しずてつバス一色和田浜線（和田浜まわり）乗車25分、「横須賀ディスカバリーパーク」バス停下車。
- 東名高速道路焼津インターチェンジより車で25分[8]。

### 料金
- 展示・体験室：16歳以上300円、4～15歳100円（30人以上の団体2割引）
- プラネタリウム：16歳以上600円、4～15歳200円（30人以上の団体2割引）
- 天文台見学会：無料
- 星空観望会：100円（予約制）[9]

### 開館時間
- 開館：平日9時〜17時、土日祝：10時～19時
- 休館：月曜日、年末年始[9]